# David Parnas
David Lorge Parnas (né le 10 février 1941 à Plattsburgh dans l'État de New York) est un informaticien canadien pionnier du génie logiciel. Il est le développeur du principe d'encapsulation en programmation modulaire, concept aujourd'hui prépondérant en programmation orientée objet. 

## Biographie
David Lorge Parnas commence à étudier le développement logiciel professionnel en 1969. Il est surtout connu pour son concept de dissimulation de l'information (encapsulation), ses méthodes de documentation précise des logiciels et sa défense du professionnalisme.
Pendant sa carrière, il enseigne à Carnegie Mellon, à la Technische Hochschule Darmstadt, à l'Université McMaster et à l'Université de Limerick, entre autres.
Il a reçu quatre doctorats honorifiques. Il est membre de la Société royale du Canada, de la Royal Irish Academy, de l'Académie canadienne du génie, de la Gesellschaft für Informatik, de l'ACM et de l'IEEE.